# Trại tập trung Gross-Rosen

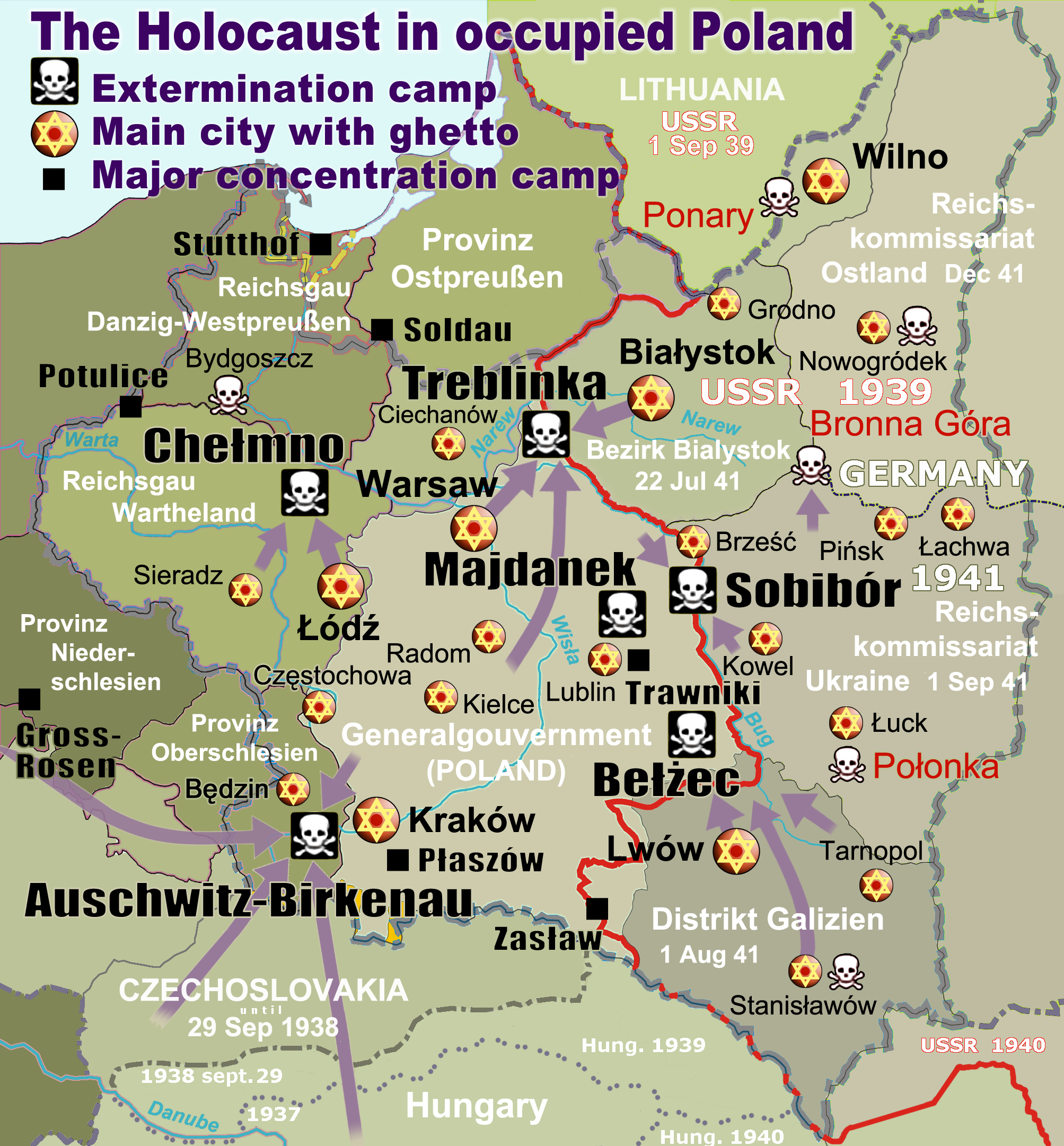
Các trại tập trung của Đức Quốc xã ở Ba Lan bị Đức chiếm đóng (đánh dấu bằng các ô vuông nhỏ màu đen)

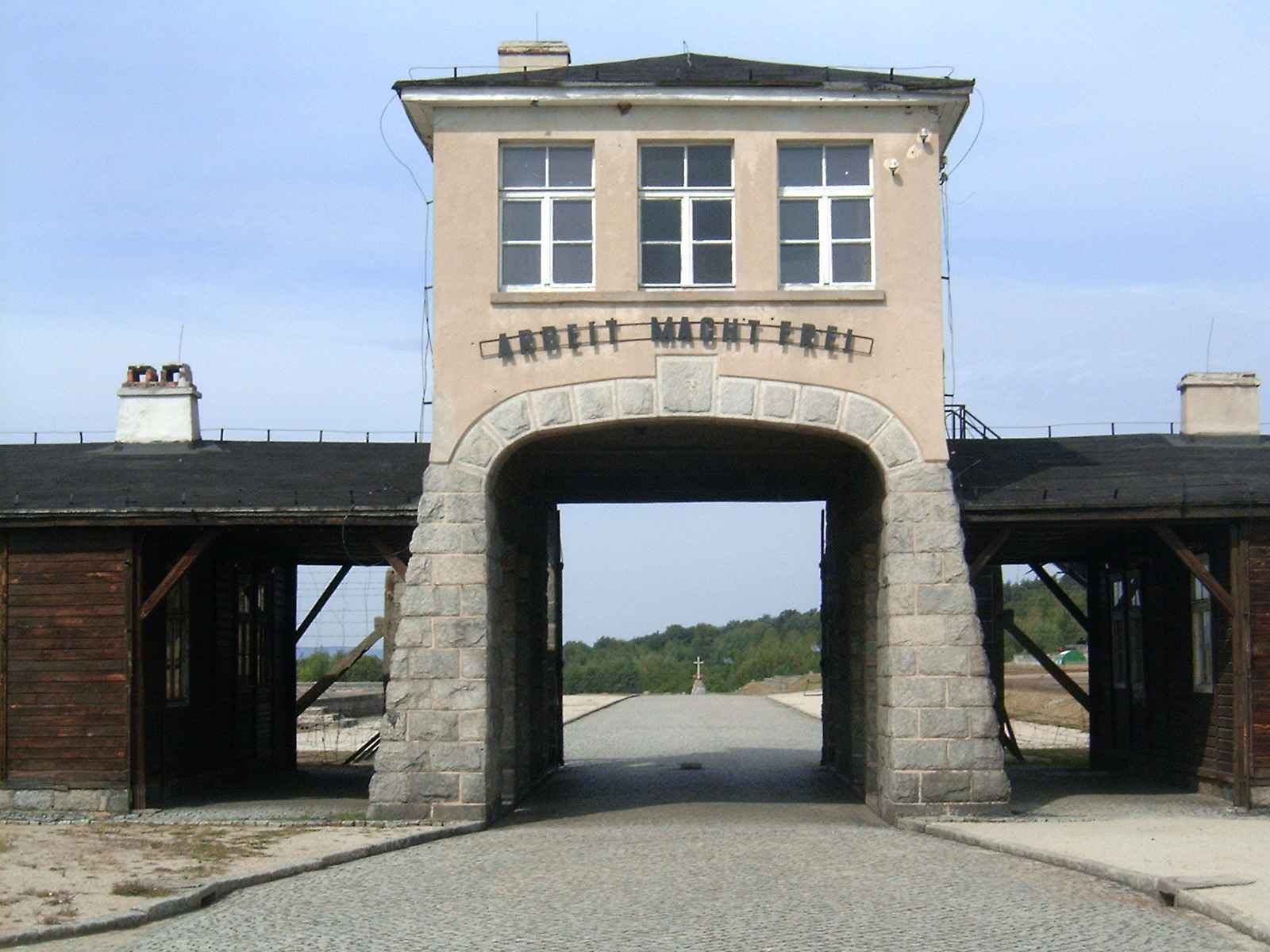
Cổng vào trại tập trung Gross-Rosen với câu Arbeit macht frei (Lao đông giải phóng con người)

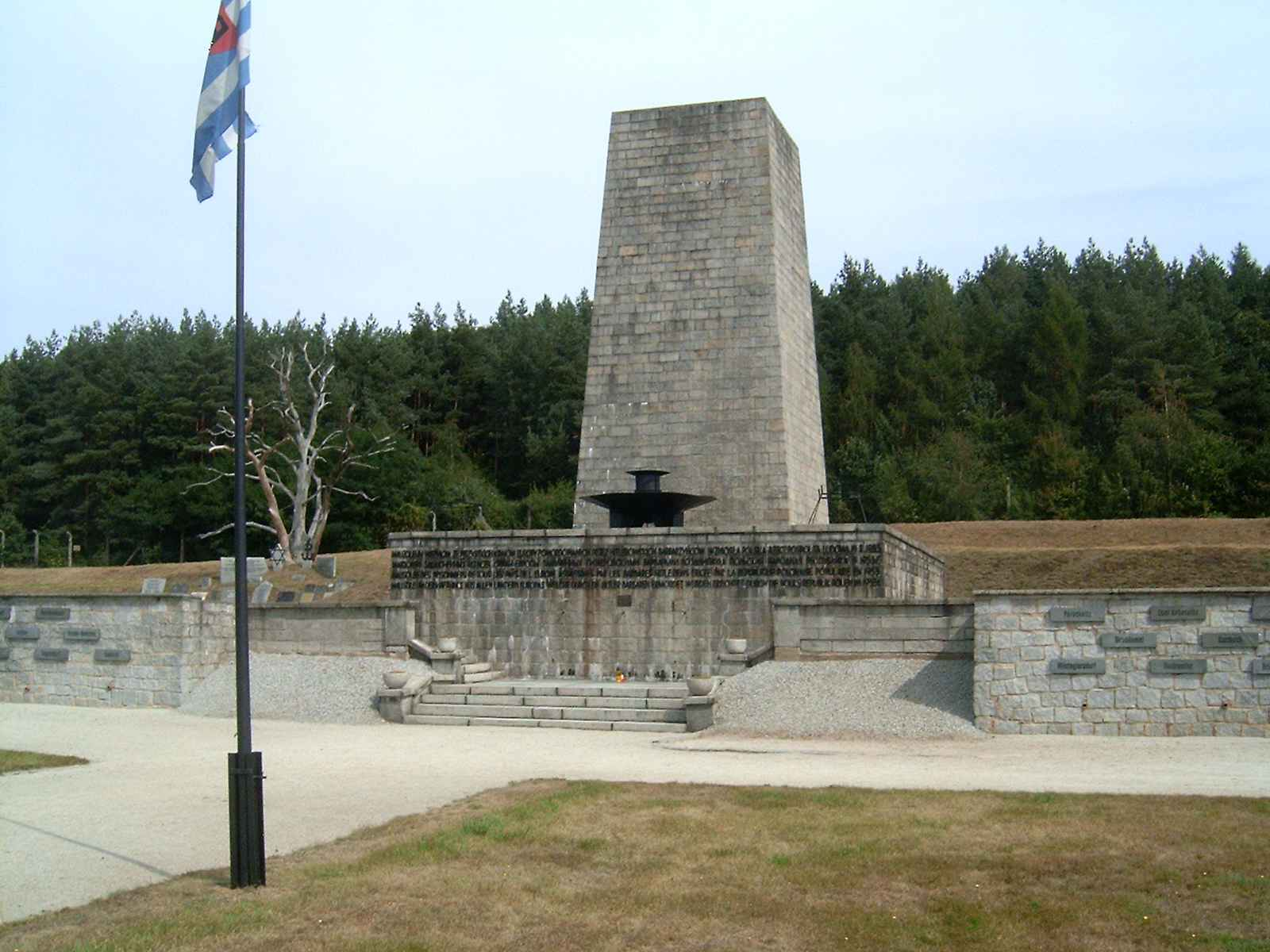
Đài tưởng niệm Gross-Rosen

Trại tập trung Gross-Rosen là một trại tập trung của Đức Quốc xã, ở Gross-Rosen, tỉnh Niederschlesien (nay là Rogoźnica, Ba Lan). Trại này nằm ngay bên tuyến đường sắt giữa Jauer (nay là Jawor) và Striegau (nay là Strzegom).

## Lịch sử
Trại này được dựng lên trong mùa hè năm 1940 như một trại vệ tinh của Trại tập trung Sachsenhausen, và trở thành trại độc lập từ ngày 1.5.1941. Ban đầu, các tù nhân làm công việc khai thác mỏ đá rất lớn của trại, thuộc sở hữu của "SS-Deutsche ERD-und Steinwerke GmbH (Công ty trách nhiệm hữu hạn khai thác Đất và Đá của SS Đức). Khi trại trở nên lớn hơn, thì nhiều tù nhân đã được đưa vào làm việc xây dựng các cơ sở của những phân trại (subcamp) trực thuộc trại liên hợp này.
Tháng 10 năm 194, SS chuyển khoảng 3.000 tù binh Liên Xô tới trại Gross-Rosen để hành quyết bằng cách bắn chết.
Trại Gross-Rosen nổi tiếng về việc đối xử tàn nhẫn với các tù nhân bởi chỉ thị Nacht und Nebel (Đêm và Sương mù, viết tắt là NN), đặc biệt ở mỏ khai thác đá.
Sự đối xử tàn nhẫn với các tù nhân chính trị và người Do Thái không chỉ bởi các người lính SS và các tù nhân hình sự, nhưng - ở một mức độ thấp hơn - cũng bởi các thường dân Đức làm việc tại mỏ đá. Trong năm 1942, thời gian sống sót trung bình cho các tù nhân chính trị là ít hơn 2 tháng. Do một sự thay đổi chính sách vào tháng 8 năm 1942, các tù nhân có khả năng sống sót lâu hơn bởi vì họ là những người lao động nô lệ cần thiết cho các ngành công nghiệp Đức. Trong số các công ty được hưởng lợi từ sức lao động nô lệ của các tù nhân ở trại tập trung là các nhà máy sản xuất đồ điện tử của Đức như Blaupunkt hoặc Siemens. Một số tù nhân không có khả năng làm việc và chưa chết trong vòng vài ngày, đã được gửi đến Dachau trong cái gọi là các chuyến vận tải người tàn phế. Một người trong số này, Willem LodewijkHarthoorn, một tù nhân từ cuối tháng 4 đến giữa tháng 8 năm 1942, đã viết một bài tường thuật kinh nghiệm của mình tên "Verboden te sterven" (tiếng Hà Lan, có nghĩa là Cấm chết). Tuy nhiên đại đa số tù nhân của trại này là những người Do Thái đến từ các trại tập trung Dachau và Sachsenhausen, rồi sau đó là từ Buchenwald. Các tù nhân Do Thái này chủ yếu đến từ Ba Lan và Hungary, một số khác đến từ Bỉ, Pháp, Hà Lan, Hy Lạp, Nam Tư, Slovakia và Ý.
Tổng cộng có trên 500 nữ binh canh gác trại được huấn luyện và phục vụ ở trại tập trung liên hợp Gross Rosen. Đội nữ SS được bố trí ở các phân trại giam tù nhân nữ Brněnec, Graeben, Gruenberg, Gruschwitz Neusalz, Hundsfeld, Kratzau II, Oberalstadt, Reichenbach, và Schlesiersee Schanzenbau.
Vào thời kỳ cao điểm trong năm 1944, trại liên hợp Gross-Rosen có đến 97 phân trại nằm ở Đông Đức và vùng Ba Lan bị chiếm đóng.
Ngày 1.1.1945, tổng số tù nhân của trại chính và các phân trại là 76.728 người, trong đó khoảng 26.000 người là phụ nữ.
Trong giai đoạn cuối cùng của trại, số tù nhân của các trại Gross-Rosen chiếm tới 11% tổng số các tù nhân trong các trại tập trung của Đức Quốc xã tại thời điểm đó. Tổng cộng có 125.000 tù nhân thuộc các dân tộc khác nhau đã trải qua các trại của Gross-Rosen, trong đó có khoảng 40.000 người đã chết tại chỗ và trong các chuyến vận chuyển di tản. Trại này được Hồng quân giải phóng ngày 14.2.1945.
Một phân trại của trại Gross-Rosen nằm ở thành phố Brněnec của Tiệp Khắc là nơi các tù nhân Do Thái được Oskar Schindler cứu thoát.

### Các người chỉ huy trại
Trong thời kỳ Gross-Rosen là một phân trại của Trại tập trung Sachsenhausen, các sĩ quan SS sau đây làm Lagerführer (người lãnh đạo trại): 
- SS-Untersturmführer (thiếu úy SS) - Anton Thumann
- SS-Untersturmführer (thiếu úy SS) - Georg Gussregen

Khi trở thành trại tập trung độc lập từ tháng 5 năm 1941, thì các sĩ quan SS sau đây chỉ huy:
- SS-Obersturmbannführer (trung tá SS) - Arthur Rodl, tháng 5/1941- tháng 9/1942
- SS-Hauptsturmführer (đại úy SS) - Wilhelm Gideon, tháng 9/1942 – tháng 10/1943
- SS-Sturmbannführer (thiếu tá SS) - Johannes Hassebroek, tháng 10/1943 - tới khi di tản

## Các phân trại của trại tập trung Gross-Rosen
| Phân trại                                  | Tên hiện nay (Nước)                         | Tọa độ địa lý                                               |
| Aslau                                      | Osła (Ba Lan)                               | 51°19′01″B 15°45′00″Đ / 51,317°B 15,75°Đ                    |
| Bad Warmbrunn                              | Cieplice Śląskie Zdrój (Ba Lan)             | 50°52′12″B 15°41′06″Đ / 50,870066°B 15,684884°Đ             |
| Bausnitz                                   | Bohuslavice nad Úpou (Cộng hòa Séc)         | 50°32′53″B 15°58′52″Đ / 50,548°B 15,981°Đ                   |
| Bautzen                                    | Bautzen (Đức)                               | 51°10′51″B 14°25′41″Đ / 51,180968°B 14,428116°Đ             |
| Bernsdorf                                  | Bernartice (Cộng hòa Séc)                   | 50°38′46″B 15°57′56″Đ / 50,646111°B 15,965556°Đ             |
| Birnbäumel                                 | Gruszeczka (Ba Lan)                         | 51°28′26″B 17°09′51″Đ / 51,473898906478°B 17,164077758789°Đ |
| Bolkenhain                                 | Bolków (Ba Lan)                             | 50°55′18″B 16°06′52″Đ / 50,921559°B 16,11436°Đ              |
| Brandhofen                                 | Spohla (Đức)                                | 51°24′17″B 14°16′04″Đ / 51,404795°B 14,2678°Đ               |
| Breslau I und II                           | Wrocław (Ba Lan)                            | 51°07′B 17°02′Đ / 51,11°B 17,03°Đ                           |
| Breslau-Hundsfeld                          | Wrocław-Psie Pole (Ba Lan)                  | 51°07′B 17°02′Đ / 51,11°B 17,03°Đ                           |
| Breslau-Lissa                              | Wrocław-Lesnica (Ba Lan)                    | 51°07′B 17°02′Đ / 51,11°B 17,03°Đ                           |
| Brieg                                      | Brzeg (Ba Lan)                              | 50°51′00″B 17°28′12″Đ / 50,849998°B 17,469999°Đ             |
| Brünnlitz                                  | Brněnec (Cộng hòa Séc)                      | 49°37′24″B 16°31′30″Đ / 49,623444420297°B 16,524896621704°Đ |
| Buchwald-Hohenwiese                        | Bukowiec (powiat jeleniogórski) (Ba Lan)    | 50°49′28″B 15°49′01″Đ / 50,824444°B 15,816944°Đ             |
| Bunzlau I & II                             | Bolesławiec (Ba Lan)                        | 51°15′36″B 15°33′36″Đ / 51,259998°B 15,56°Đ                 |
| Christianstadt                             | Krzystkowice (Ba Lan)                       | 51°47′56″B 15°14′08″Đ / 51,798953°B 15,235579°Đ             |
| Dörnhau (Riese)                            | Kolce (Ba Lan)                              | 50°39′53″B 16°23′41″Đ / 50,664696194982°B 16,394691467285°Đ |
| Dyhernfurth I & II                         | Brzeg Dolny (Ba Lan)                        | 51°16′12″B 16°44′24″Đ / 51,27°B 16,739999°Đ                 |
| Erlenbusch (Riese)                         | Olszyniec (Ba Lan)                          | 50°43′01″B 16°22′01″Đ / 50,717°B 16,367°Đ                   |
| Falkenberg (Riese)                         | Sokolec (Ba Lan)                            | 50°39′B 16°28′Đ / 50,65°B 16,46°Đ                           |
| Freiburg                                   | Świebodzice (Ba Lan)                        | 50°51′36″B 16°19′48″Đ / 50,86°B 16,329999°Đ                 |
| Friedland                                  | Mieroszów (Ba Lan)/Meziměstí (Cộng hòa Séc) | 50°40′07″B 16°12′02″Đ / 50,66849°B 16,200605°Đ              |
| Fünfteichen                                | Miłoszyce (Ba Lan)                          | 51°03′09″B 17°18′48″Đ / 51,052617632297°B 17,313423156738°Đ |
| Fürstenstein (Riese)                       | Zamek Książ (Ba Lan)                        | 50°50′32″B 16°17′33″Đ / 50,842194°B 16,292444°Đ             |
| Gabersdorf                                 | Libeč (Cộng hòa Séc)                        | 50°35′09″B 15°56′50″Đ / 50,585716243077°B 15,947341918945°Đ |
| Gablonz                                    | Jablonec nad Nisou (Cộng hòa Séc)           | 50°43′48″B 15°09′36″Đ / 50,729999°B 15,159999°Đ             |
| Gassen                                     | Jasien (Ba Lan)                             | 51°45′08″B 15°00′39″Đ / 51,752327271749°B 15,010757446289°Đ |
| Gebhardsdorf                               | Giebułtów (Ba Lan)                          | 50°58′42″B 15°20′49″Đ / 50,978333°B 15,346944°Đ             |
| Geppersdorf                                | Milęcice (Ba Lan)                           | 51°00′56″B 15°31′39″Đ / 51,01559°B 15,52761°Đ               |
| Görlitz                                    | Görlitz (Đức)                               | 51°09′11″B 14°58′31″Đ / 51,153139°B 14,975297°Đ             |
| Gräben                                     | Grabina/Strzegom (Ba Lan)                   | 50°57′36″B 16°20′45″Đ / 50,960089142779°B 16,345961093903°Đ |
| Gräflich-Röhrsdorf                         | Skarbkow kolo Mirska (Ba Lan)               | 50°57′36″B 16°20′45″Đ / 50,960089142779°B 16,345961093903°Đ |
| Grafenort                                  | Gorzanów (Ba Lan)                           | 50°21′12″B 16°34′06″Đ / 50,353415°B 16,568302°Đ             |
| Großkoschen                                | Großkoschen (Đức)                           | 51°29′40″B 14°03′51″Đ / 51,494406°B 14,064268°Đ             |
| Grulich                                    | Králíky (Cộng hòa Séc)                      | 50°04′48″B 16°46′12″Đ / 50,080001°B 16,77°Đ                 |
| Grünberg II                                | Zielona Góra (Ba Lan)                       | 51°56′24″B 15°29′24″Đ / 51,939998°B 15,489999°Đ             |
| Grünberg I                                 | Zielona Góra (Ba Lan)                       | 51°56′24″B 15°29′24″Đ / 51,939998°B 15,489999°Đ             |
| Guben                                      | Guben (Đức)                                 | 51°57′08″B 14°42′53″Đ / 51,95224°B 14,714819°Đ              |
| Halbau                                     | Iłowa (Ba Lan)                              | 51°29′49″B 15°11′50″Đ / 51,49683°B 15,19736°Đ               |
| Halbstadt                                  | Meziměstí (Cộng hòa Séc)                    | 50°37′12″B 16°15′00″Đ / 50,619998°B 16,25°Đ                 |
| Hartmannsdorf                              | Miłoszow (Ba Lan)                           | 51°00′20″B 15°14′55″Đ / 51,005546084657°B 15,248508453369°Đ |
| Hirschberg                                 | Jelenia Góra (Ba Lan)                       | 50°54′36″B 15°43′48″Đ / 50,909999°B 15,729999°Đ             |
| Hirschberg (Baukommando)                   | Jelenia Góra (Ba Lan)                       | 50°54′36″B 15°43′48″Đ / 50,909999°B 15,729999°Đ             |
| Hochweiler                                 | Wierzchowice (Ba Lan)                       | 51°28′57″B 17°20′05″Đ / 51,4825°B 17,334722°Đ               |
| Kaltwasser (Riese)                         | Zimna (Ba Lan)                              | 50°25′59″B 18°19′01″Đ / 50,433°B 18,317°Đ                   |
| Kamenz                                     | Kamenz (Đức)                                | 51°16′06″B 14°05′38″Đ / 51,268215°B 14,09391°Đ              |
| Kittlitztreben                             | Trzebień (Ba Lan)                           | 51°23′B 15°36′Đ / 51,38°B 15,6°Đ                            |
| Klein-Radisch                              | Klein-Radisch (Đức)                         | 51°20′31″B 14°38′44″Đ / 51,342024°B 14,645495°Đ             |
| Kleinschönau/Zittau                        | Sieniawka (Ba Lan)                          | 50°53′32″B 14°50′20″Đ / 50,892125°B 14,83888°Đ              |
| Kratzau I                                  | Chrastava-Bily Kostel (Cộng hòa Séc)        | 50°49′12″B 14°58′12″Đ / 50,819999°B 14,97°Đ                 |
| Kratzau II                                 | Chrastava (Cộng hòa Séc)                    | 50°49′12″B 14°58′12″Đ / 50,819999°B 14,97°Đ                 |
| Kurzbach                                   | Rożniątów (Ba Lan)                          | 50°30′37″B 18°15′03″Đ / 50,510261°B 18,250942°Đ             |
| Kunnerwitz                                 | Kunnerwitz (Đức)                            | 51°07′05″B 14°56′11″Đ / 51,117936445166°B 14,936299324036°Đ |
| Landeshut                                  | Kamienna Góra (Ba Lan)                      | 50°47′B 16°02′Đ / 50,79°B 16,03°Đ                           |
| Langenbielau I                             | Bielawa (Ba Lan)                            | 50°41′24″B 16°36′36″Đ / 50,689998°B 16,61°Đ                 |
| Langenbielau II                            | Bielawa (Ba Lan)                            | 50°41′24″B 16°36′36″Đ / 50,689998°B 16,61°Đ                 |
| Lärche (Riese)                             | Glinica (Ba Lan)                            | 50°43′59″B 16°19′59″Đ / 50,733°B 16,333°Đ                   |
| Liebau                                     | Lubawka (Ba Lan)                            | 50°42′25″B 15°59′51″Đ / 50,70697°B 15,99748°Đ               |
| Ludwigsdorf                                | Bojanice (Ba Lan)                           | 50°46′38″B 16°30′09″Đ / 50,777286900749°B 16,502494812012°Đ |
| Mittelsteine                               | Ścinawka Średnia (Ba Lan)                   | 50°31′B 16°30′Đ / 50,52°B 16,5°Đ                            |
| Märzbachtal (Riese)                        | Głuszyca (Ba Lan)                           | 50°40′48″B 16°24′45″Đ / 50,680090124935°B 16,412544250488°Đ |
| Merzdorf                                   | Marciszów (Ba Lan)                          | 50°50′43″B 16°01′37″Đ / 50,845188433072°B 16,026992797852°Đ |
| Morchenstern                               | Smržovka (Cộng hòa Séc)                     | 50°44′24″B 15°14′24″Đ / 50,740001°B 15,239999°Đ             |
| Neusalz/Oder                               | Nowa Sól (Ba Lan)                           | 51°48′36″B 15°42′36″Đ / 51,810001°B 15,71°Đ                 |
| Neuhammer                                  | Nowa Kuźnia (Ba Lan) hoặc Swietoszow        | 51°23′35″B 15°49′11″Đ / 51,393100666418°B 15,819797515869°Đ |
| Niederoderwitz                             | Niederoderwitz (Đức)                        | 50°57′09″B 14°43′28″Đ / 50,952371229454°B 14,724426269531°Đ |
| Niesky                                     | Niesky (Đức)                                | 51°17′47″B 14°49′19″Đ / 51,29627609494°B 14,821929931641°Đ  |
| Nimptsch                                   | Niemcza (Ba Lan)                            | 50°43′00″B 16°50′00″Đ / 50,716667°B 16,833333°Đ             |
| Ober Hohenelbe                             | Hořejší Vrchlabí (Cộng hòa Séc)             | 50°38′33″B 15°36′31″Đ / 50,6425°B 15,608611°Đ               |
| Ober Altstadt                              | Horní Staré Město (Cộng hòa Séc)            | 50°34′12″B 15°54′00″Đ / 50,569999°B 15,899999°Đ             |
| Oberwüstegiersdorf (Riese)                 | Głuszyca Górna (Ba Lan)                     | 50°40′B 16°23′Đ / 50,66°B 16,38°Đ                           |
| Peterswaldau                               | Pieszyce (Ba Lan)                           | 50°43′12″B 16°35′24″Đ / 50,720001°B 16,59°Đ                 |
| Parschnitz                                 | Trutnov\|Poříčí (Cộng hòa Séc)              | 51°17′47″B 14°49′19″Đ / 51,29627609494°B 14,821929931641°Đ  |
| Reichenau                                  | Rychnov u Jablonce nad Nisou (Cộng hòa Séc) | 50°41′06″B 15°08′53″Đ / 50,684930282115°B 15,148086547852°Đ |
| Reichenbach im Eulengebirge                | Dzierżoniów (Ba Lan)                        | 50°43′41″B 16°39′04″Đ / 50,728056°B 16,651111°Đ             |
| Rennersdorf                                | Rennersdorf (Đức)                           | 51°01′06″B 14°47′20″Đ / 51,018263353482°B 14,788799285889°Đ |
| Rauscha                                    | Ruszów (Ba Lan)                             | 51°24′46″B 15°10′29″Đ / 51,412793°B 15,17469°Đ              |
| Sackisch                                   | Zakrze (Ba Lan)                             | 50°26′00″B 16°15′00″Đ / 50,43333°B 16,25°Đ                  |
| Schatzlar                                  | Žacléř (Cộng hòa Séc)                       | 50°39′52″B 15°54′31″Đ / 50,664478576752°B 15,908718109131°Đ |
| Schlesiersee I und II                      | Sława (Ba Lan)                              | 51°52′56″B 16°04′44″Đ / 51,882271°B 16,078831°Đ             |
| Schertendorf                               | Przylep (województwo lubuskie) (Ba Lan)     | 51°58′12″B 15°26′58″Đ / 51,97°B 15,449444°Đ                 |
| Schotterwerk (Riese) in Oberwüstegiersdorf | Głuszyca Górna (Ba Lan)                     | 50°40′23″B 16°22′33″Đ / 50,673056°B 16,375833°Đ             |
| St. Georgenthal I und II                   | Jiřetín pod Jedlovou (Cộng hòa Séc)         | 50°59′41″B 14°33′58″Đ / 50,994743117903°B 14,566154479981°Đ |
| Säuferwasser/Kaltwasser (Riese)            | Zimna (Ba Lan)                              | 50°25′59″B 14°19′01″Đ / 50,433°B 14,317°Đ                   |
| Tannhausen (Zentralrevier Riese)           | Jedlinka Gorna (Ba Lan)                     | 50°42′B 16°22′Đ / 50,7°B 16,37°Đ                            |
| Treskau                                    | Owińska (Ba Lan)                            | 52°31′B 16°59′Đ / 52,51°B 16,98°Đ                           |
| Waldenburg                                 | Wałbrzych (Ba Lan)                          | 50°46′48″B 16°16′48″Đ / 50,779998°B 16,28°Đ                 |
| Weißwasser/Oberlausitz                     | Weißwasser (Đức)                            | 51°30′08″B 14°38′05″Đ / 51,502306°B 14,634685°Đ             |
| Weißwasser/Mähren (Mährisch Weißwasser)    | Bílá Voda (Červená Voda) (Cộng hòa Séc)     | 50°01′17″B 16°44′59″Đ / 50,021389°B 16,749722°Đ             |
| Wiesau                                     | Wizow kolo Boleslawca (Ba Lan)              | 51°17′57″B 15°34′14″Đ / 51,299281480788°B 15,570631027222°Đ |
| Wolfsberg/Wüstewaltersdorf (Riese)         | Włodarz/Walim (Ba Lan)                      | 50°41′54″B 16°26′30″Đ / 50,698197366046°B 16,44172668457°Đ  |
| Wilhelmshöhe bei Langenbielau              | Bielawa (Ba Lan)                            | 50°42′00″B 16°37′00″Đ / 50,7°B 16,616667°Đ                  |
| Wüstenröhrsdorf (Gräfisch-Röhrsdorf)       | Rędziny (Ba Lan)                            | 50°41′B 19°52′Đ / 50,68°B 19,86°Đ                           |
| Wüstewaltersdorf (Riese)                   | Walim (Ba Lan)                              | 50°41′54″B 16°26′30″Đ / 50,698197366046°B 16,44172668457°Đ  |
| Wüstegiersdorf/Tannhausen (Riese)          | Głuszyca (Ba Lan)                           | 50°40′B 16°23′Đ / 50,66°B 16,38°Đ                           |
| Wüstegiersdorf (Krupp)                     | Głuszyca (Ba Lan)                           | 50°40′B 16°23′Đ / 50,66°B 16,38°Đ                           |
| Zillerthal-Erdmannsdorf                    | Mysłakowice (Ba Lan)                        | 50°51′B 15°46′Đ / 50,85°B 15,77°Đ                           |

## Tù nhân nổi tiếng
- Simon Wiesenthal, người săn các tên tội phạm Đức Quốc xã